# 斯塔里基 (戈羅霍夫區)
50°21′49″N 25°7′36″E / 50.36361°N 25.12667°E
斯塔里基（烏克蘭語：Старики），是烏克蘭的村落，位於該國西部沃倫州，由盧茨克區負責管轄，始建於1890年，面積7.19平方公里，海拔高度191米，2001年人口596，人口密度每平方公里82.89人。